# Olivier Rochus
Olivier Rochus (Namur, Bèlgica, 18 de gener de 1981) és un jugador professional de tennis belga, germà petit del jugador Christophe Rochus.
En el seu palmarès posseeix dos títols en individuals i dos títols en dobles masculins, en el qual destaca el seu trofeu aconseguit en Roland Garros al costat del seu compatriota Xavier Malisse, l'any 2004. Va formar de l'equip belga de Copa Davis en nombroses edicions disputant partits individuals i de dobles.
Fill de Jean-Paul i Anne Rochus, doctor i dentista respectivament, té dos germans anomenats Christophe i Pierre. Destaca a més per ser el jugador de més baixa alçària (1,65 m) del circuit professional de tennistes.

## Torneigs de Grand Slam

### Dobles masculins: 1 (1−0)
| Resultat  | Núm. | Any  | Torneig       | Parella        | Oponents                       | Marcador |
| --------- | ---- | ---- | ------------- | -------------- | ------------------------------ | -------- |
| Guanyador | 1.   | 2004 | Roland Garros | Xavier Malisse | Michaël Llodra Fabrice Santoro | 7−5, 7−5 |

## Palmarès

### Individual: 10 (2−8)
| Llegenda (pre/post 2009)                                 |
| -------------------------------------------------------- |
| Grand Slams (0−0)                                        |
| Tennis Masters Cup / ATP Finals (0−0)                    |
| ATP Masters Series / ATP World Tour Masters 1000 (0−0)   |
| ATP International Series Gold / ATP World Tour 500 (0−0) |
| ATP International Series / ATP World Tour 250 (2−8)      |

| Títols per superfície |
| --------------------- |
| Dura (0−6)            |
| Gespa (0−2)           |
| Terra batuda (2−0)    |

| Resultat  | Núm. | Data                   | Torneig                | Superfície   | Oponent           | Marcador      |
| --------- | ---- | ---------------------- | ---------------------- | ------------ | ----------------- | ------------- |
| Guanyador | 1.   | 1 d'octubre de 2000    | Palermo, Itàlia        | Terra batuda | Diego Nargiso     | 7−6(14), 6−1  |
| Finalista | 1.   | 17 de febrer de 2002   | Copenhaguen, Dinamarca | Dura (i)     | Lars Burgsmüller  | 3−6, 3−6      |
| Finalista | 2.   | 2 de març de 2003      | Copenhaguen (2)        | Dura (i)     | Karol Kučera      | 6−7(4), 4−6   |
| Finalista | 3.   | 17 de gener de 2005    | Auckland, Nova Zelanda | Dura         | Fernando González | 4−6, 2−6      |
| Guanyador | 2.   | 8 de maig de 2006      | Munic, Alemanya        | Terra batuda | Kristof Vliegen   | 6−4, 6−2      |
| Finalista | 4.   | 30 de setembre de 2007 | Mumbai, Índia          | Dura         | Richard Gasquet   | 3−6, 4−6      |
| Finalista | 5.   | 25 d'octubre de 2009   | Estocolm, Suècia       | Dura (i)     | Markos Bagdatís   | 1−6, 5−7      |
| Finalista | 6.   | 11 de juliol de 2010   | Newport, Estats Units  | Gespa        | Mardy Fish        | 7−5, 3−6, 4−6 |
| Finalista | 7.   | 10 de juliol de 2011   | Newport (2)            | Gespa        | John Isner        | 3−6, 6−7(6)   |
| Finalista | 8.   | 14 de gener de 2012    | Auckland (2)           | Dura         | David Ferrer      | 3−6, 4−6      |

### Dobles masculins: 7 (2−5)
| Llegenda (pre/post 2009)                                 |
| -------------------------------------------------------- |
| Grand Slams (1−0)                                        |
| Tennis Masters Cup / ATP Finals (0−0)                    |
| ATP Masters Series / ATP World Tour Masters 1000 (0−0)   |
| ATP International Series Gold / ATP World Tour 500 (0−2) |
| ATP International Series / ATP World Tour 250 (1−3)      |

| Títols per superfície |
| --------------------- |
| Dura (1−3)            |
| Gespa (0−0)           |
| Terra batuda (1−2)    |

| Resultat  | Núm. | Data                 | Torneig               | Superfície   | Parella           | Oponents                         | Marcador         |
| --------- | ---- | -------------------- | --------------------- | ------------ | ----------------- | -------------------------------- | ---------------- |
| Guanyador | 1.   | 6 de juny de 2004    | Roland Garros, França | Terra batuda | Xavier Malisse    | Michaël Llodra Fabrice Santoro   | 7−5, 7−5         |
| Guanyador | 2.   | 9 de gener de 2006   | Adelaida, Austràlia   | Dura         | Xavier Malisse    | Simon Aspelin Todd Perry         | 7−6(5), 6−4      |
| Finalista | 1.   | 31 de juliol de 2005 | Kitzbühel, Àustria    | Terra batuda | Christophe Rochus | Leoš Friedl Andrei Pavel         | 2−6, 7−6(5), 0−6 |
| Finalista | 2.   | 7 de gener de 2006   | Doha, Qatar           | Dura         | Christophe Rochus | Jonas Björkman Max Mirnyi        | 6−2, 3−6, [8−10] |
| Finalista | 3.   | 15 d'octubre de 2006 | Estocolm, Suècia      | Dura (i)     | Kristof Vliegen   | Paul Hanley Kevin Ullyett        | 6−7(2), 4−6      |
| Finalista | 4.   | 20 de juliol de 2008 | Kitzbühel (2)         | Terra batuda | Lucas Arnold Ker  | James Cerretani Victor Hănescu   | 3−6, 5−7         |
| Finalista | 5.   | 7 de febrer de 2010  | Zagreb, Croàcia       | Dura (i)     | Arnaud Clément    | Jürgen Melzer Philipp Petzschner | 6−3, 3−6, [8−10] |

## Trajectòria

### Individual
| Open d'Austràlia | A   | 1R          | 1R          | 2R          | 1R    | 4R          | 2R          | 2R          | 1R    | A           | 1R          | A           | 2R    | 1R  | 0 / 11    | 7 – 11    |
| Roland Garros | Q1  | 3R          | 2R          | 1R          | 1R    | 2R          | 3R          | 1R          | 1R    | Q3          | 2R          | 1R          | 1R    | A   | 0 / 11    | 7 – 11    |
| Wimbledon | 3R  | 2R          | 3R          | 4R          | 1R    | 2R          | 3R          | 1R          | 2R    | Q1          | 1R          | 2R          | 1R    | 1R  | 0 / 13    | 13 – 13   |
| US Open | 1R  | 1R          | 1R          | 1R          | 4R    | 3R          | 3R          | 1R          | 1R    | 2R          | 1R          | 1R          | 1R    | Q2  | 0 / 13    | 8 – 13    |
| Jocs Olímpics | A   | No celebrat | No celebrat | No celebrat | 2R    | No celebrat | No celebrat | No celebrat | 3R    | No celebrat | No celebrat | No celebrat | 1R    | NC  | 0 / 3     | 3 – 3     |
| Total Victòries–Derrotes                                                                                                   | 9−5 | 9−21        | 20−22       | 24−30       | 19−24 | 37−27       | 33−20       | 19−26       | 13−25 | 14−9        | 16−23       | 13−16       | 10−23 | 2−5 | 238 – 276 | 238 – 276 |
| Rànquing a final d'any | 68  | 114         | 64          | 48          | 66    | 27          | 36          | 48          | 122   | 57          | 113         | 67          | 90    | 200 |           |           |
| Llegenda: G: Guanyador; F: Finalista; SF: Semifinalista; QF: Quarts de final; Q: Qualificació; A: Absent; RR: Round Robin; |     |             |             |             |       |             |             |             |       |             |             |             |       |     |           |           |

### Dobles masculins
| Open d'Austràlia | A   | A           | A           | 1R          | 2R    | 2R          | 2R          | 2R          | 1R   | A           | A           | A           | 2R    | 1R  | A   | 0 / 8     | 5 – 8     |
| Roland Garros | A   | A           | A           | 1R          | G     | 3R          | 3R          | 3R          | QF   | A           | 1R          | 1R          | 1R    | A   | A   | 1 / 9     | 15 – 8    |
| Wimbledon | A   | A           | A           | A           | 2R    | 3R          | 2R          | 2R          | A    | A           | 1R          | A           | 3R    | A   | A   | 0 / 6     | 7 – 6     |
| US Open | A   | A           | A           | 2R          | 1R    | 1R          | 3R          | 1R          | 1R   | 3R          | 1R          | 1R          | A     | A   | A   | 0 / 9     | 5 – 9     |
| Jocs Olímpics | A   | No celebrat | No celebrat | No celebrat | 1R    | No celebrat | No celebrat | No celebrat | 2R   | No celebrat | No celebrat | No celebrat | A     | NC  | NC  | 0 / 2     | 1 – 2     |
| Total Victòries–Derrotes                                                                                                   | 2−3 | 0−2         | 4−4         | 7−9         | 12−11 | 16−17       | 18−16       | 14−18       | 7−10 | 3−3         | 4−9         | 1−7         | 10−11 | 0−2 | 2−0 | 100 – 122 | 100 – 122 |
| Rànquing a final d'any | 273 | 619         | 251         | 161         | 44    | 55          | 43          | 78          | 137  | 329         | 301         | 409         | 116   | 379 | 319 |           |           |
| Llegenda: G: Guanyador; F: Finalista; SF: Semifinalista; QF: Quarts de final; Q: Qualificació; A: Absent; RR: Round Robin; |     |             |             |             |       |             |             |             |      |             |             |             |       |     |     |           |           |

## Guardons
- ATP Newcomer of the Year (2000)